# Drimia
Drimia Jacq. ex Willd., 1799 è un genere di piante della famiglia delle Asparagacee (sottofamiglia Scilloideae).

## Tassonomia
Il genere comprende le seguenti specie:
- Drimia albiflora (B.Nord.) J.C.Manning & Goldblatt
- Drimia altissima (L.f.) Ker Gawl.
- Drimia anomala (Baker) Baker
- Drimia anthericoides (Poir.) Véla & Bélair
- Drimia aphylla (Forssk.) J.C.Manning & Goldblatt
- Drimia arenicola (B.Nord.) J.C.Manning & Goldblatt
- Drimia aurantiaca (H.Lindb.) J.C.Manning & Goldblatt
- Drimia barbes J.C.Manning & J.M.J.Deacon
- Drimia basutica (E.Phillips) J.C.Manning & Goldblatt
- Drimia brachystachys (Baker) Stedje
- Drimia calcarata (Baker) Stedje
- Drimia capensis (Burm.f.) Wijnands
- Drimia ciliata (L.f.) J.C.Manning & Goldblatt
- Drimia cochlearis Mart.-Azorín, M.B.Crespo & A.P.Dold
- Drimia congesta Bullock
- Drimia convallarioides (L.f.) J.C.Manning & Goldblatt
- Drimia coromandeliana (Roxb.) Lekhak & P.B.Yadav
- Drimia cryptopoda (Baker) Pfosser, Wetschnig & Speta
- Drimia cyanelloides (Baker) J.C.Manning & Goldblatt
- Drimia decipiens J.C.Manning & Goldblatt
- Drimia delagoensis (Baker) Jessop
- Drimia dregei (Baker) J.C.Manning & Goldblatt
- Drimia echinostachya (Baker) Eggli & N.R.Crouch
- Drimia ecklonii (Baker) J.C.Manning & Goldblatt
- Drimia edwardsii N.R.Crouch & Mart.-Azorín
- Drimia elata Jacq. ex Willd.
- Drimia excelsa J.C.Manning & Goldblatt
- Drimia exigua Stedje
- Drimia exuviata (Jacq.) Jessop
- Drimia fasciata (B.Nord.) J.C.Manning & Goldblatt
- Drimia filifolia (Poir.) J.C.Manning & Goldblatt
- Drimia flagellaris T.J.Edwards, D.Styles & N.R.Crouch
- Drimia fragrans (Jacq.) J.C.Manning & Goldblatt
- Drimia fugax (Moris) Stearn
- Drimia glaucescens (Engl. & K.Krause) H.Scholz
- Drimia glaucophylla (Bacch., Brullo, D'Emerico, Pontec. & Salmeri) Raus
- Drimia guineensis (Speta) J.C.Manning & Goldblatt
- Drimia haworthioides Baker
- Drimia hesperantha J.C.Manning & Goldblatt
- Drimia hesperia (Webb & Berthel.) J.C.Manning & Goldblatt
- Drimia hockii De Wild.
- Drimia hyacinthoides Baker
- Drimia incerta A.Chev. ex Hutch.
- Drimia indica (Roxb.) Jessop
- Drimia intrices (Baker) J.C.Manning & Goldblatt
- Drimia involuta (J.C.Manning & Snijman) J.C.Manning & Goldblatt
- Drimia jackyi (Knirsch, Mart.-Azorín & Wetschnig) Christenh. & Byng
- Drimia johnstonii (Baker) J.C.Manning & Goldblatt
- Drimia juncifolia J.C.Manning & J.M.J.Deacon
- Drimia karooica (Oberm.) J.C.Manning & Goldblatt
- Drimia khubusensis P.C.van Wyk & J.C.Manning
- Drimia kniphofioides (Baker) J.C.Manning & Goldblatt
- Drimia laxiflora Baker
- Drimia ledermannii K.Krause
- Drimia macrantha (Baker) Baker
- Drimia macrocentra (Baker) Jessop
- Drimia maritima (L.) Stearn
- Drimia mascarenensis (Baker) J.C.Manning & Goldblatt
- Drimia maura (Maire) J.C.Manning & Goldblatt
- Drimia media Jacq. ex Willd.
- Drimia minuta Goldblatt & J.C.Manning
- Drimia modesta (Baker) Jessop
- Drimia monophylla Oberm. ex J.C.Manning & Goldblatt
- Drimia multifolia (G.J.Lewis) Jessop
- Drimia multisetosa (Baker) Jessop
- Drimia mzimvubuensis van Jaarsv.
- Drimia nagarjunae (Hemadri & Swahari) Anand Kumar
- Drimia namibensis (Oberm.) J.C.Manning & Goldblatt
- Drimia nana (Snijman) J.C.Manning & Goldblatt
- Drimia noctiflora (Batt. & Trab.) Stearn
- Drimia numidica (Jord. & Fourr.) J.C.Manning & Goldblatt
- Drimia occultans G.Will.
- Drimia oliverorum J.C.Manning
- Drimia ollivieri (Maire) Stearn
- Drimia palaestina M.B.Crespo, Mart.-Azorín & M.Á.Alonso
- Drimia pancration (Steinh.) J.C.Manning & Goldblatt
- Drimia platyphylla (B.Nord.) J.C.Manning & Goldblatt
- Drimia polyantha (Blatt. & McCann) Stearn
- Drimia porphyrantha (Bullock) Stedje
- Drimia psilostachya (Welw. ex Baker) J.C.Manning & Goldblatt
- Drimia purpurascens J.Jacq.
- Drimia pygmaea (A.V.Duthie) J.C.Manning & Goldblatt
- Drimia raogibikei (Hemadri) Hemadri
- Drimia razii Ansari
- Drimia rupicola (Trimen) Dassan.
- Drimia salteri (Compton) J.C.Manning & Goldblatt
- Drimia sanguinea (Schinz) Jessop
- Drimia schizobasoides J.C.Manning & J.M.J.Deacon
- Drimia sclerophylla J.C.Manning & Goldblatt
- Drimia secunda (B.Nord.) J.C.Manning & Goldblatt
- Drimia secundiflora (Maire) M.B.Crespo, Mart.-Azorín & M.Á.Alonso
- Drimia senegalensis (Kunth) J.C.Manning & Goldblatt
- Drimia serotina (Schousb.) M.B.Crespo, Mart.-Azorín & M.Á.Alonso
- Drimia sigmoidea J.C.Manning & J.M.J.Deacon
- Drimia simensis (Hochst. ex A.Rich.) Stedje
- Drimia sphaerocephala Baker
- Drimia stenocarpa J.C.Manning & J.M.J.Deacon
- Drimia sudanica Friis & Vollesen
- Drimia uniflora J.C.Manning & Goldblatt
- Drimia uranthera (R.A.Dyer) J.C.Manning & Goldblatt
- Drimia urgineoides (Baker) J.C.Manning & Goldblatt
- Drimia vespertina J.C.Manning & Goldblatt
- Drimia viridula (Baker) J.C.Manning & Goldblatt
- Drimia wightii Lakshmin.